# Porque hoy nací
«Porque hoy nací» es una canción del grupo de rock argentino Manal. Es la segunda canción de su homónimo álbum editado en 1970.

## Composición y grabación
"Porque hoy nací" fue compuesta por Javier Martínez antes de que se formara el trío. La letra incursiona en el existencialismo posiblemente con reminiscencia en autores como  Jack Keruac y Albert Camus. La armonía del tema es compleja y poco convencional. La grabación contó únicamente con Martínez en guitarra y voz, y Claudio Gabis (habitualmente guitarrista del trío) en órgano Hammond, ya que Alejandro Medina no pudo asistir a la sesión al encontrarse enfermo. Los elementos más característicos del tema es el uso que hace Martínez de una guitarra limpia con efecto de trémolo y del registro grave de su voz, creando un clima mántrico que sustenta los fraseos de órgano de Gabis en el solo del medio y en la coda final de la canción. Aunque inicialmente fue considerada como un demo, su originalidad convenció a músicos y productores de incluirla en el álbum. En esa sesión también se grabó la versión acústica de "Blues de la amenaza nocturna" de Martínez, publicada en el álbum doble compilatorio Manal editado por Talent en 1973. En la misma Martínez canta y toca guitarra, mientas que Gabis la armónica.
Al igual que las otras canciones del álbum Manal, "Porque hoy nací" se grabó el 9 de agosto de 1969 en los Estudios TNT, ubicados en la calle Moreno al 900, próximos a la Avenida 9 de julio. Los técnicos de grabación fueron Salvador y Tim Croatto, este último exmiembro de Los TNT y propietario del estudio.

## Publicaciones
"Porque hoy nací" fue publicada en el aclamado álbum Manal de 1970, poco después fue incluido en el álbum doble de compilación Manal editado por Talent en 1973. No existe registro en vivo de "Porque hoy nací".

## Créditos
Manal
- Javier Martínez: voz y guitarra eléctrica
- Claudio Gabis: órgano Hammond

Otros
- Jorge Álvarez y Pedro Pujo: productores
- Salvador y Tim Croatto: técnicos en grabación

## Otras versiones
La banda argentina de thrash metal Hermética realizó una versión más pesada de la canción, incluyéndola en el EP Intérpretes (1990). La misma versión de Hermética es ejecutada en algunas ocasiones por el grupo derivado de su disolución, Malón.
La banda Pez también ha registrado una versión roquera en la que fueron acompañados por el guitarrista Claudio Marciello.
Juanse hizo una versión del tema que aparece en el compilado Nacional Rock - 50 Años Del Rock Nacional de 2016.

## Banda sonora
"Porque hoy nací" fue usada como banda sonora en el último capítulo de la serie de Netflix El Eternauta de 2025.